# Литвиненко Олександр Олександрович
Олекса́ндр Олекса́ндрович Литвине́нко (* 1956) — український лікар-хірург, онколог; доктор медичних наук (1996), професор (2005). Заслужений діяч науки і техніки України (2009).

## Життєпис
Народився 1956 року в місті Ічня (Чернігівська область). 1979 року закінчив Київський медичний інститут. З того часу працював у Київському НДІ клінічної та експериментальної хірургії.
В 1991—1992 роках — провідний науковий співробітник; протягом 1992—2009 років — в Інституті онкології АМНУ — 2000—2006 роки — завідувач клінічно-хірургічного відділу. В 2006—2009 роках — заступник директора з наукової роботи; протягом 2009–2011-х — головний лікар київської клініки «Інновація».
Протягом 2011—2012 років — проректор з наукової роботи Київського медичного університету Української асоціації народної медицини. Від 2012 року — завідувач відділу радіоіндукованих онкологічних захворювань Інституту клінічної радіології Національного наукового центру радіаційної медицини НАМНУ.
Наукові напрями:
- особливості розвитку онкологічної патології, пов'язаної з дією іонізуючого випромінювання
- структурні та функціональні зміни щитоподібної залози у пацієнтів з дисгормональними і пухлинними ураженнями молочної залози, які постраждали внаслідок аварії на ЧАЕС.

Розробив та запропонував методи кріохірургічного лікування новоутворень печінки, жовчного міхура, підшлункової й молочної залоз та інструменти для його здійснення.
Займається розробкою та вдосконаленням методів одномоментної і відкладеної реконструкції аутотканинами молочної залози після її видалення.
Є співавтором протипухлинних препаратів на основі сполук платини.
Автор 280 наукових робіт серед них 4 монографії 5 авторських свідоцтв на винаходи та 8 патентів.
Серед робіт:
- «Низькі температури при лікуванні хронічних дифузних захворювань печінки», 1992 (у співавторстві)
- «Кріохірургічні методи лікування захворювань пухлинного генезу органів гепатопанкреатодуоденальної зони (експериментально-клінічне дослідження)» — дисертація доктора медичних наук, 1996
- «Лікування неоперабельних пухлин органів черевної порожнини», 1998 (в складі колективу — О. О. Шалімов, Кейсевич Л. В.; Волченскова Іліма Іліодорівна; Нікішин Леонід Федорович)
- «Основи кріохірургії» 2005 (у співавторстві, Шалімов О. О., М'ясоєдов Д. В., Євтушенко О. І.)
- «Кріохірургія органів травлення», 2006 (у співавторстві)
- «Рак грудної залози у чоловіків: клініка, діагностика, лікування», 2012

Лауреат Державної премії України в галузі науки і техніки 2017 року — за роботу «Кріотермохірургічні методи та апаратура для лікування онкологічних захворювань органів черевної порожнини»; співавтори Корпан Микола Миколайович, Красносельський Микола Віллєнович, Лещенко Володимир Миколайович, Сандомирський Борис Петрович (посмертно), Сушко Віктор Олександрович, Худецький Ігор Юліанович.